# 磐境神明神社
磐境神明神社（いわさかしんめいじんじゃ）は、徳島県美馬市穴吹町口山にある神社。白人神社の奥宮。古神道の磐境と呼ばれる。

## 歴史
安永8年の「白人大明人由来書」によると、寛保年間（1740年代）に発見された。1987年（昭和62年）3月11日、穴吹町の指定史跡に指定され、現在は美馬市指定史跡となっている。
徳島県出身の竹田日恵の「竹内文書が明かす超古代日本の秘密」という本で「五社三門」と呼ばれて超古代文明の史跡とされた。。

## 祭神
- 天照皇大神

## 交通
- JR「穴吹駅」より車で約15分。
- 徳島自動車道「脇町インターチェンジ」より車で約20分。